# Firouz Mirza Nosrat-ed-Dowleh Farman Farmaian III

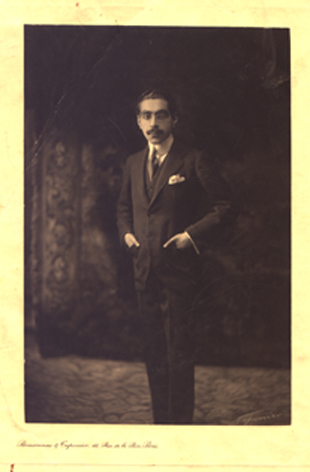
Nosrat Dowleh als jongeman

Prins Firouz Mirza Nosrat-ed-Dowleh III (Perzisch: فیروز میرزا نصرت‌الدولهٔ سوم)(rond 1889 - april 1937) is minister van verscheidene posten geweest tijdens de Kadjarendynastie in Perzië (tegenwoordig Iran). Firouz is tevens gouverneur geweest. Hij was de oudste zoon van prins Abdol Hossein Mirza Farmanfarma en prinses Ezzat-Dowleh. Hij was een kleinzoon van zijn naamgever Nosrat Dowleh Firouz Mirza en via zijn moeder van koning Mozzafar-al-Din Shah.
Hij sprak vijf talen, Perzisch, Arabisch, Frans, Engels en nog een taal, die onbekend is. Hij ging naar het 'Lycée Janson-de-Sailly' in Parijs. Omdat achternamen nog niet algemeen ingevoerd waren in Perzië in de tijd dat hij zijn studie in Frankrijk volgde, registreerde hij zich als 'Firouz Firouz'. Hij gebruikte zijn grootvaders naam als familienaam. Later, toen de Perzische regering achternamen via wet verplicht stelde, nam zijn vader de familienaam Farman Farma (Farmanfara) Farmanfarmaian en zijn kinderen kregen de familienaam Farman Farmaian (of Farmanfarmaian). Desondanks hielden Nosrat-ed-Dowleh en zijn zuster vast aan de achternaam 'Firouz' en werden zij respectievelijk bekend onder de naam Firouz Firouz en Maryam Firouz.
Firouz werd minister van Buitenlandse Zaken onder Ahmad Shah; hij was architect van de tot mislukken gedoemde Anglo-Perzië afspraak in 1919, kandidaat voor de troon van de Kadjaren na Soltan Ahmad Sjahs verwijdering en in 1921, tijdens de overname die Reza Sjah Pahlavi aan de macht bracht, bracht hij drie maanden door in de gevangenis met zijn vader en jongere broer Abbas Mirza Salar Lashgar terwijl Reza Sjah zijn macht vergrootte. Na zijn vrijlating werkte hij nog negen jaar in overheidsfuncties, als lid van het parlement, provinciale gouverneur, minister van justitie en minister van financiën.
In juni 1930, toen hij als loyale minister van financiën optrad voor Reza Pahlavi, liet de sjah hem arresteren voor het aannemen van geld. Het was ongeveer vijfhonderd toman (ongeveer 80 euro vandaag de dag). Omdat hij een extreem rijke prins was met grote bezittingen, had Nosrat Dowleh weinig aan vijfhonderd toman. Dit was alleen maar een voorwendsel vanwege de afkeer en angst die Reza Sjah voor hem had en zo slaagde hij erin om van hem af te komen. Nosrat Dowleh werd voor een maand naar de gevangenis gestuurd. Dit gebeuren alarmeerde Nosrat Dowlehs vader, Abdol Hossein Mirza Farmanfarma, en hij waarschuwde zijn zoon om te stoppen met zijn extravagante levensstijl als prins. De waarschuwingen werden niet gehoord. Tegen het eind van 1936 werd Reza Pahlavi alleen maar tirannieker en onvoorspelbaarder dan ooit. Nosrat Dowleh werd gearresteerd door de Teheraanse politiechef Mokhtari die hem in de gevangenis hield. Ondanks pogingen van de Farman Farmafamilie werd hij niet vrijgelaten, maar verplaatst naar een wachthuis in Semnan, een stad ongeveer tachtig mijl ten oosten van Teheran, waar hij vastgehouden werd zonder contact met de buitenwereld. In 1937, kwam het nieuws naar Nosrat Dowlehs vader dat zijn zoon dood was. De sjah had bepaald dat hij werd begraven zonder ceremoniële omstandigheden of vermelding in de pers. Abdol Hossein Mirza Farmanfarma zorgde ervoor dat zijn zoon werd begraven bij het heiligdom van Shah Abdol Azim, waar vele andere leidende personen van de Kadjaren waren begraven.
Later werd duidelijk dat hij vermoord was in zijn kamer onder toezicht van de arts Ahmadi. In 1940 heeft de rechtbank besloten dat dokter Ahmadi schuldig was aan het in opdracht van Reza Sjah vermoorden van vele politieke gevangenen en veroordeelde hem tot de doodstraf door ophanging. Mottaki werd veroordeeld tot een lange gevangenisstraf.

## Regeringsposities die Firouz heeft bekleed
- Minister van Buitenlandse zaken (ca. 1925)
- Minister van Financiën
- Minister van Justitie
- Gouverneur
- Minister van het parlement